# Mandrevillars
Mandrevillars ist eine Gemeinde im französischen Département Haute-Saône in der Region Bourgogne-Franche-Comté.

## Geographie
Mandrevillars liegt auf einer Höhe von 369 m über dem Meeresspiegel, etwa sieben Kilometer südwestlich der Stadt Belfort (Luftlinie). Das Dorf erstreckt sich im Westen der Burgundischen Pforte, in einer breiten Talmulde nördlich des Mont Vaudois.
Die Fläche des 3,03 km² großen Gemeindegebiets umfasst einen Abschnitt im Bereich der Burgundischen Pforte. Der zentrale Teil des Gebietes wird in Nord-Süd-Richtung von einem Bach durchquert, der zum oberen Einzugsgebiet des Ruisseau de Brevilliers (Zufluss der Lizaine) gehört. Flankiert wird diese Mulde im Osten von der Kuppe des Bois du Mont, auf der mit 443 m die höchste Erhebung von Mandrevillars erreicht wird. Nach Westen erstreckt sich eine leicht gewellte Hochfläche, die ungefähr auf 380 m liegt und aus mergeligen Sedimenten der Lias (Unterjura) und Trias aufgebaut ist. Die nordwestliche Grenze verläuft in einem Tal am Fuß der Waldhöhe Brisée.
Nachbargemeinden von Mandrevillars sind Châlonvillars im Norden, Buc im Osten, Échenans-sous-Mont-Vaudois im Süden sowie Chagey im Westen.

## Geschichte
Das Gemeindegebiet von Mandrevillars war bereits in vorgeschichtlicher Zeit bewohnt, wovon Spuren aus dem Neolithikum auf der Flur Sous-la-Côte und ein Gräberfeld aus der La-Tène-Zeit auf der Flur Combeaufol zeugen. Im Mittelalter gehörte das Dorf zur Herrschaft Montbéliard. Im Jahr 1748 gelangte Mandrevillars, das bis dahin unter der Oberhoheit des Fürstentums Württemberg-Mömpelgard (Montbéliard) stand, vertraglich endgültig an die französische Krone. Ende 1972 wurde Mandrevillars mit Châlonvillars (zur Gemeinde Châlonvillars-Mandrevillars) fusioniert, doch erhielt es Anfang 1989 seine Selbständigkeit wieder zurück. Seit 2001 ist Mandrevillars Mitglied des 20 Ortschaften umfassenden Gemeindeverbandes Pays d’Héricourt.

## Sehenswürdigkeiten
Die Kirche Mariä Himmelfahrt (Église de l'Assomption-de-la-Vierge-Marie) in Mandrevillars wurde im 18. Jahrhundert errichtet.

Kirche Mariä Himmelfahrt
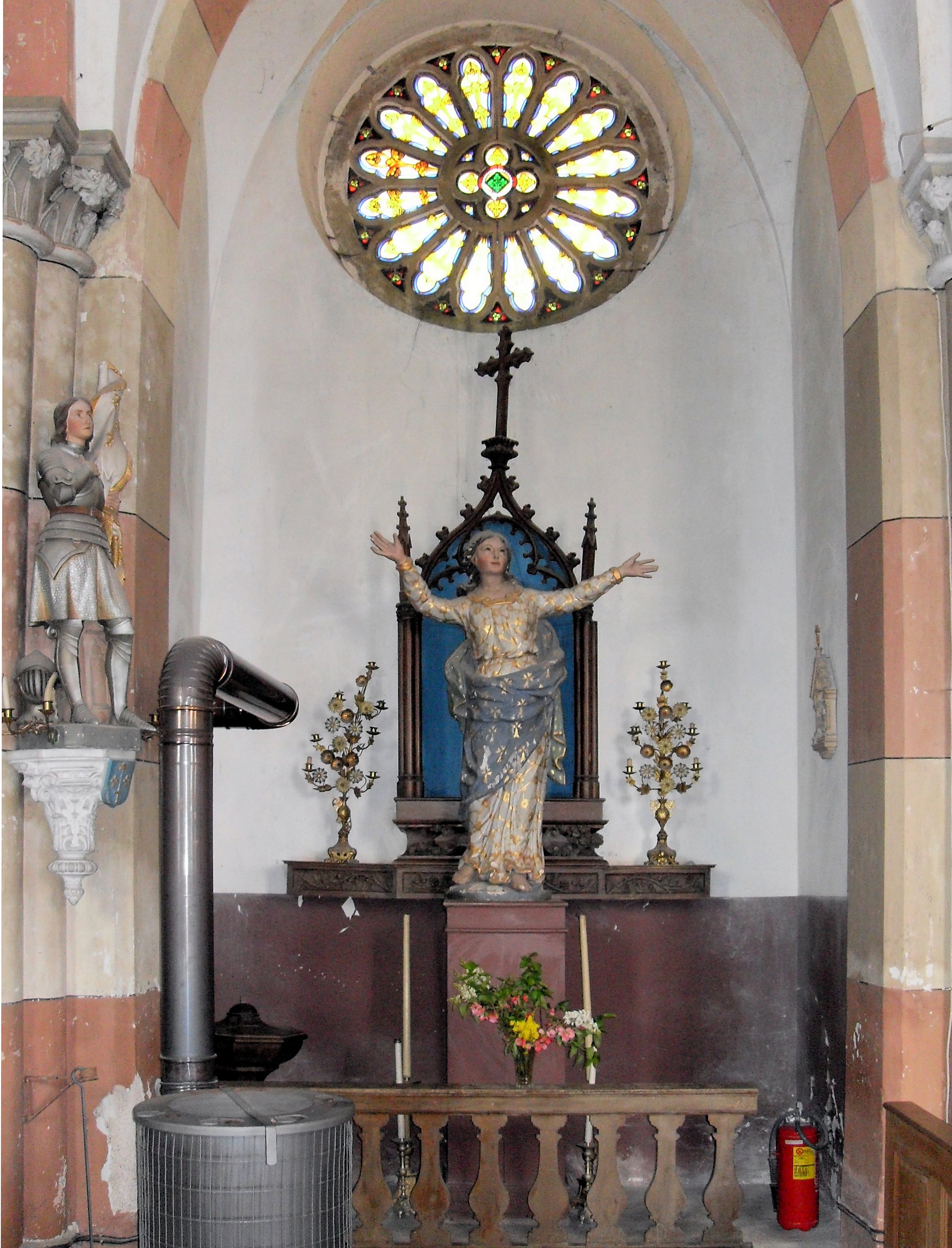
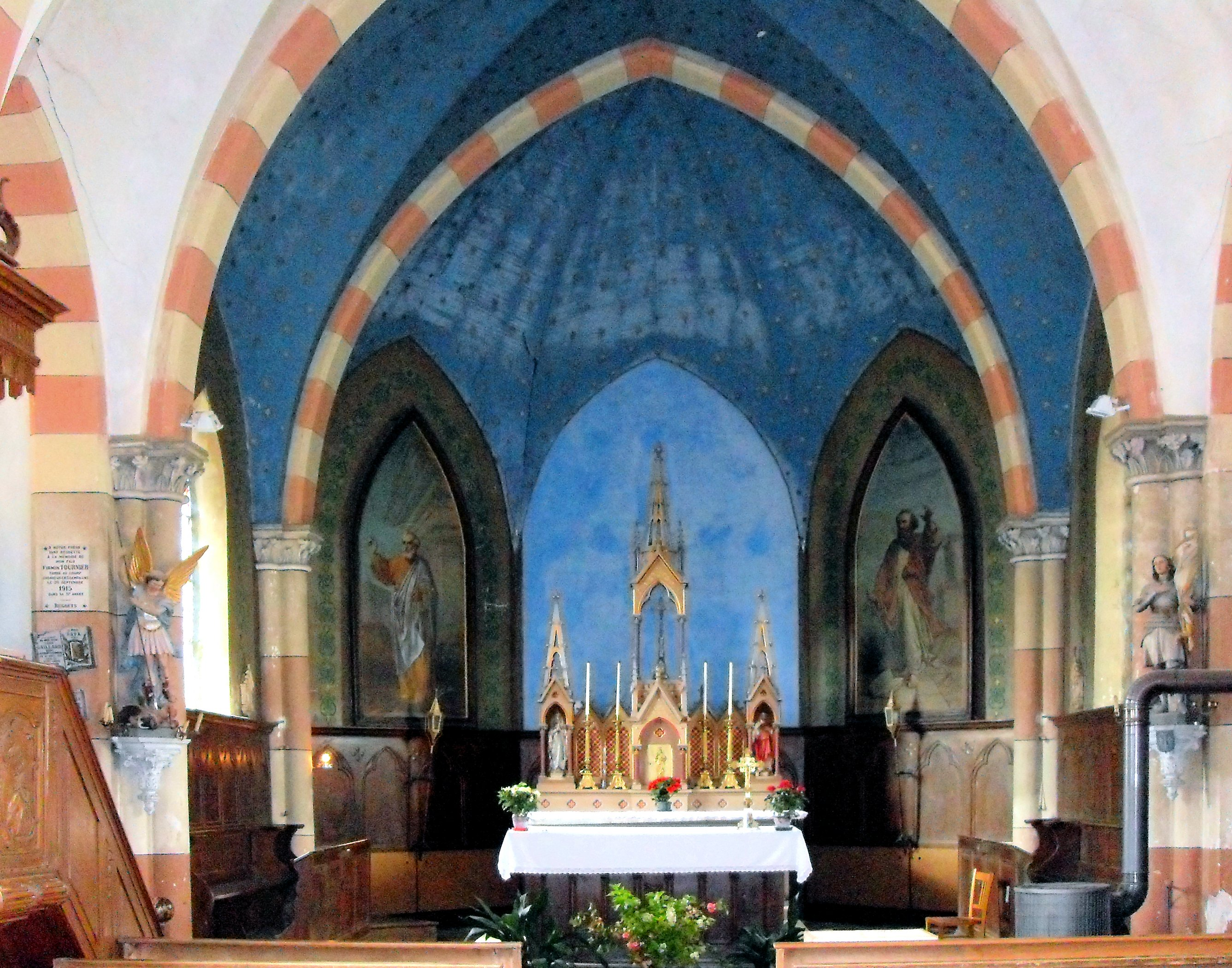
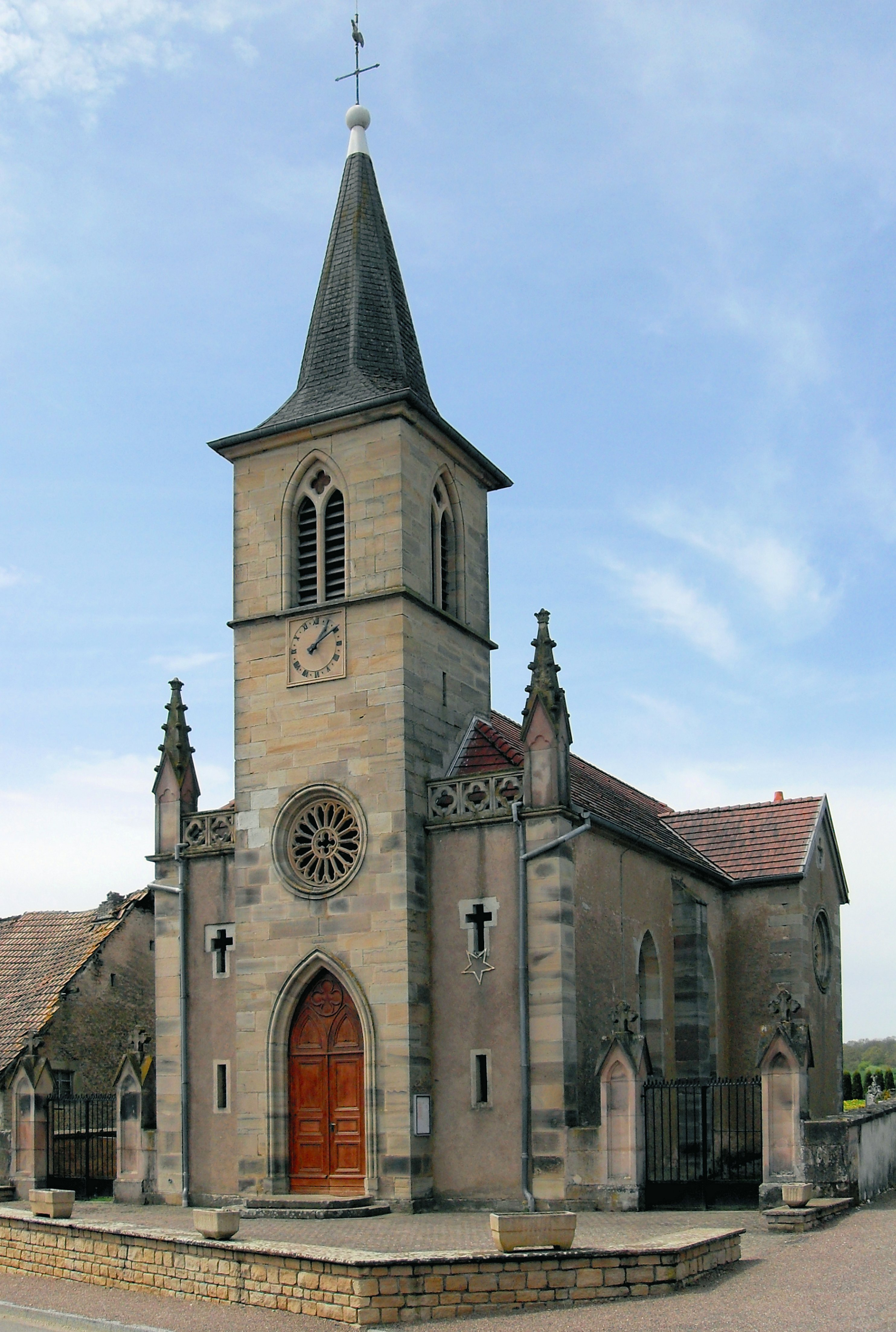

## Bevölkerung
| Jahr                       | 1962 | 1968 | 1975 | 1982 | 1990 | 1999 | 2007 |
| Einwohner                  | 80   | 86   | -    | -    | 123  | 140  | 211  |
| Quellen: Cassini und INSEE |      |      |      |      |      |      |      |

Mit 338 Einwohnern (1. Januar 2022) gehört Mandrevillars zu den kleinen Gemeinden des Département Haute-Saône. Nachdem die Einwohnerzahl in der ersten Hälfte des 20. Jahrhunderts meist im Bereich zwischen 80 und 100 Personen gelegen hatte, wurde seit Beginn der 1970er Jahre ein kontinuierliches Bevölkerungswachstum verzeichnet. Seither hat sich die Einwohnerzahl mehr als verdoppelt.

## Wirtschaft und Infrastruktur
Mandrevillars war bis weit ins 20. Jahrhundert hinein ein vorwiegend durch die Landwirtschaft (Ackerbau, Obstbau und Viehzucht) geprägtes Dorf. Noch heute leben die im Ort arbeitenden Bewohner zur Hauptsache von der Tätigkeit im ersten Sektor. Außerhalb des primären Sektors gibt es nur wenige Arbeitsplätze im Dorf. Viele Erwerbstätige sind jedoch Wegpendler, die in Héricourt und in den Agglomerationen Belfort und Montbéliard ihrer Arbeit nachgehen.
Die Ortschaft liegt abseits der größeren Durchgangsachsen an einer Departementsstraße, die von Brevilliers nach Châlonvillars führt. Der nächste Anschluss an die Autobahn A36 befindet sich in einer Entfernung von ungefähr zehn Kilometern. Eine weitere Straßenverbindung besteht mit Buc.